# Méridazonnekolibrie
De méridazonnekolibrie (Heliangelus spencei) is een vogel uit de familie Trochilidae (kolibries). De vogel werd in 1847 door  Jules Bourcier geldig als aparte soort beschreven als Trochilus Spencei. Deze soort werd later als een ondersoort beschouwd van de amethistzonnekolibrie (H. amethysticollis).

## Kenmerken
De vogel is 10 tot 11 cm. Het is een kolibrie met een rechte snavel, glanzend groen van boven, een paarse keel omzoomd met een helder witte band en daaronder een lichtgroene buik. Bij onvolwassen vogels en vrouwtjes ontbreekt het violet op de keel. De vogel lijkt met deze kenmerken uiterlijk sterk op de amethistzonnekolibrie.

## Verspreiding en voorkomen
Het is een endemische vogelsoort die alleen voorkomt in Mérida (noordwestelijk Venezuela). De leefgebieden liggen in tropisch vochtig montaan bos op hoogten tussen 2000 en 3600 meter boven zeeniveau. Het is geen bedreigde soort.